# Baade 152
Dimensions
Le Baade 152 (ou BB-152 ou encore Dresden 152) est un avion de ligne quadriréacteur construit en Allemagne de l'Est. Son vol initial fut le 4 décembre 1958. Ce fut le premier avion de ligne à réaction allemand. Il eut droit à un film de la DEFA titré Leute mit Flügeln (de) (Des hommes et des ailes) qui parle de son développement. Trois prototypes furent construits à Dresde. Le premier s'écrasa le 4 mars 1959. Le second subit des nombreuses modifications sur le nez, les nacelles des moteurs et sur le train d'atterrissage. Il vola le 26 août 1960 alors que le troisième ne vola jamais. La production fut lancée en 1961 et s'arrêta la même année. L'Union soviétique qui devait commander des appareils renonça finalement